# أبو فرفاشة
أبو فرفاشة هي منطقة عراقية ومقاطعة اسمها تل أبو فرفاشة ورقمها 51 في مركز قضاء البعاج في جنوب غرب محافظة نينوى ببادية الجزيرة بشمال البادية العراقية في شمال غرب العراق قريبة من الحدود السورية العراقية، أعلنَت وزارة الإعلام العراقية أن تل أبي فرفاشة موقع أثري في 1 كانون الثاني سنة 1976.

## وصلات خارجية
- موقع أبي فرفاشة في شمال غرب قضاء البعاج ببادية الجزيرة بالبادية العراقية شرق الفرات